# Élections régionales de 2023 dans le Land de Salzbourg
Les élections régionales de 2023 dans le Land de Salzbourg (Landtagswahl in Salzburg 2018) se tiennent le 23 avril 2023 dans le Land autrichien de Salzbourg.
Le scrutin est une défaite pour la coalition sortante réunissant le Parti populaire autrichien (ÖVP), Les Verts - L'Alternative verte (Grünen) et NEOS - La nouvelle Autriche et le Forum libéral. Tout trois subissent un recul, NEOS perdant même toute représentation au Landtag. Ce recul profite au Parti de la liberté d'Autriche (FPÖ) et surtout au Parti communiste d'Autriche (KPÖ), qui connaît une très forte progression et se hisse à la quatrième place du scrutin.
Le dirigeant de l'ÖVP, Wilfried Haslauer, demeure Landeshauptmann en formant un gouvernement de coalition avec le FPÖ.

## Contexte
Les élections de 2018 voient arriver largement en tête le Parti populaire autrichien (ÖVP) suivi du Parti social-démocrate (SPÖ), du Parti de la liberté (FPÖ), de Les Verts - L'Alternative verte (Grünen) et de NEOS - La nouvelle Autriche et le Forum libéral.
Une coalition ÖVP-Groen-NEOS est formée à la suite du scrutin, considéré comme un « vote de confiance » envers l'ÖVP. Wilfried Haslauer est ainsi maintenu au poste de gouverneur,.

## Système électoral
Le Landtag de Salzbourg est composé de 36 sièges pourvus pour cinq ans au scrutin proportionnel plurinominal avec listes ouvertes, vote préférentiel et seuil électoral de 5 % dans six circonscriptions plurinominales. Après décompte des suffrages, il est d'abord effectué une répartition provisoire des sièges selon le quotient de Hare. Les sièges sont ensuite répartis selon la méthode D'Hondt à tous les partis ayant franchi le seuil de 5 % des suffrages exprimés à l'échelle du land entier, où qui ont obtenu au moins un siège à la pré-répartition. Cette répartition se fait à partir de l'ensemble des voix à l'échelle du land, afin d'assurer la proportionnalité globale entre la part des voix d'un parti et sa part de sièges.

## Résultats
|                        |                                                        |         |       |       |        |               |  |  |  |  |  |  |  |  |
| Parti                  | Parti                                                  | Voix    | %     | +/-   | Sièges | +/-           |  |  |  |  |  |  |  |  |
|                        | Parti populaire autrichien (ÖVP)                       | 81 752  | 30,37 | 7,41  | 12     | 3             |  |  |  |  |  |  |  |  |
|                        | Parti de la liberté d'Autriche (FPÖ)                   | 69 310  | 25,75 | 6,91  | 10     | 3             |  |  |  |  |  |  |  |  |
|                        | Parti social-démocrate d'Autriche (SPÖ)                | 48 099  | 17,87 | 2,16  | 7      | 1             |  |  |  |  |  |  |  |  |
|                        | Parti communiste d'Autriche (KPÖ)                      | 31 383  | 11,66 | 11,26 | 4      | 4             |  |  |  |  |  |  |  |  |
|                        | Les Verts - L'Alternative verte (Grünen)               | 22 074  | 8,20  | 1,11  | 3      | en stagnation |  |  |  |  |  |  |  |  |
|                        | NEOS - La nouvelle Autriche et le Forum libéral (NEOS) | 11 310  | 4,20  | 3,07  | 0      | 3             |  |  |  |  |  |  |  |  |
|                        | NOUS sommes Salzbourg (WIRS)                           | 3 191   | 1,19  | Nv.   | 0      | en stagnation |  |  |  |  |  |  |  |  |
|                        | Humains - Liberté - Droits fondamentaux (MFG)          | 2 071   | 0,77  | Nv.   | 0      | en stagnation |  |  |  |  |  |  |  |  |
|                        |                                                        |         |       |       |        |               |  |  |  |  |  |  |  |  |
| Votes valides          | Votes valides                                          | 269 190 | 98,09 |       |        |               |  |  |  |  |  |  |  |  |
| Votes blancs et nuls   | Votes blancs et nuls                                   | 5 331   | 1,91  |       |        |               |  |  |  |  |  |  |  |  |
| Total                  | Total                                                  | 274 521 | 100   | –     | 36     | en stagnation |  |  |  |  |  |  |  |  |
| Abstentions            | Abstentions                                            | 112 451 | 29,06 |       |        |               |  |  |  |  |  |  |  |  |
| Inscrits/Participation | Inscrits/Participation                                 | 386 972 | 70,94 |       |        |               |  |  |  |  |  |  |  |  |

## Analyse et conséquences
La coalition sortante essuie un revers. Le Parti populaire autrichien (ÖVP), Les Verts - L'Alternative verte (Grünen) et NEOS - La nouvelle Autriche et le Forum libéral reculent tous les trois en termes de suffrages, NEOS tombant même sous le seuil électoral de 5 %, entrainant la perte de tous ses sièges. Deux jours après le scrutin, le dirigeant régional de NEOS, Andrea Klambauer, ainsi que l'ensemble de son équipe dirigeante annoncent en conséquence leur démission.
À l'inverse, le Parti de la liberté d'Autriche (FPÖ) et surtout le Parti communiste d'Autriche (KPÖ) sortent grands gagnants du scrutin. Ce dernier passe de moins de 0,5 % des suffrages en 2018 à un peu moins de 12 %, remportant quatre sièges et la quatrième place. Le parti annonce cependant sa décision de rester dans l'opposition et de se concentrer sur le passage de législations concernant la crise du logement. Sa progression entraîne par ailleurs le léger recul du Parti social-démocrate d'Autriche (SPÖ), malgré son positionnement dans l'opposition.
Arrivé en tête malgré un recul, l'ÖVP se trouve en position de former autour de lui une nouvelle coalition. Le gouverneur sortant Wilfried Haslauer ayant la possibilité de s'allier avec le FPÖ, le SPÖ ou Grünen. Si le premier obtient les meilleurs résultats, moins d'un électeur de l'ÖVP sur cinq privilégierait une alliance avec lui selon les sondages d'opinion, une coalition avec le SPÖ étant privilégiée,.
Le 2 mai 2023, la branche régionale de l'ÖVP se prononce pour une coalition avec le FPÖ. Après des négociations réussies, les deux partis présentent leur entente de coalition le 26 mai. Le Landtag approuve le nouveau gouvernement le 14 juin, reconduisant ainsi Wilfried Haslauer.